# محمد بن عبد الله بن أبي سليم المدني
محمد بن عبد الله بن أبي سليم المدني تابعي، وراوي حديث نبوي من أهل المدينة المنورة.

## روايته للحديث النبوي
- روى عن: أنس بن مالك.
- روى عنه: بكير بن الأشج.[1]
- الجرح والتعديل: ذكره ابن حبان في كتاب الثقات، وَقَال الذهبي في لسان الميزان: «لا يعرف»، وَقَال ابن حجر العسقلاني في تقريب التهذيب: «صدوق». وقال النسائي: «ثقة»، روى له النسائي حديثًا واحدًا.[1]